# FC Slavyansky Slavyansk-na-Kubani
El FC Slavyansky Slavyansk-na-Kubani (del ruso: «ФК Славянский» Славянск‑на‑Кубани) es un club de fútbol ruso de la ciudad de Slaviansk-na-Kubani, fundado en 2010. El club disputa sus partidos como local en el estadio Gorodskoy y juega en la segunda división, el tercer nivel en el sistema de ligas ruso.

## Jugadores
Actualizado al 4 de septiembre de 2012, según RFS (enlace roto disponible en Internet Archive; véase el historial, la primera versión y la última)..